# Rákosník proužkovaný
Rákosník proužkovaný (Acrocephalus schoenobaenus) je malým monotypickým druhem pěvce z čeledi rákosníkovitých (Acrocephalidae).

## Popis
- délka: 11,5–13 cm
- rozpětí křídel: 17–21 cm
- hmotnost: 10–15 g.

Má hnědý, tmavě skvrnitý hřbet a křídla, černě žíhané temeno, světlou spodinu těla a bělavý nadoční proužek. Končetiny jsou šedavé. Obě pohlaví jsou zbarvena stejně, mladí ptáci mají tmavé skvrnění na hrudi.
Podobá se vzácnějšímu rákosníku tamaryškovému (A. melanopogon), který se liší velmi tmavým, černavým temenem, bělejším nadočním proužkem (směrem dozadu se rozšiřuje), tmavými končetinami a kratšími ručními letkami. Dalším podobným druhem je rákosník ostřicový (A. paludicola) lišící se žlutavějším základním zbarvením, výraznějším černým proužkováním hřbetu, kostřece, křídel a dále béžovým pružkem uprostřed černého temene.

## Hlas
Samci zpívají z různých vyvýšených míst nebo za letu ve výšce asi 2–5 m, odkud pomalu s roztaženými křídly klouzavě klesají zpět dolů. Zpěv je hlasitý, převážně flétnovitý, se skřípavými a pískavými tóny a typickým trylkem „void–void“. Může také obsahovat imitace hlasů jiných druhů ptáků.

## Rozšíření
Hnízdí ve většině Evropy a v západní a střední Asii východně po západní Sibiř. Tažný druh se zimovišti v subsaharské Africe, v rozmezí od Senegalu na západě po Etiopii na východě a východ Kapska v Jihoafrické republice a severní Namibii na jihu. Z Česka odlétá v srpnu až září, přilétá v dubnu až květnu.
Evropská populace je odhadována na 4,4–7,4 milionů párů. Početně je zastoupen hlavně v Rusku (1,3–2,5 milionů párů), Rumunsku (0,85–1,1 milionů párů) a Bulharsku (0,6–0,8 milionů párů). Na území střední Evropy hnízdí odhadem 315–593 tisíc párů, v Česku pak 40–80 tisíc párů.

## Prostředí
K hnízdění preferuje podmáčená, hustě zarostlá stanoviště, hlavně okraje vod a bažiny s porosty rákosu, ostřice a keři.

## Potrava

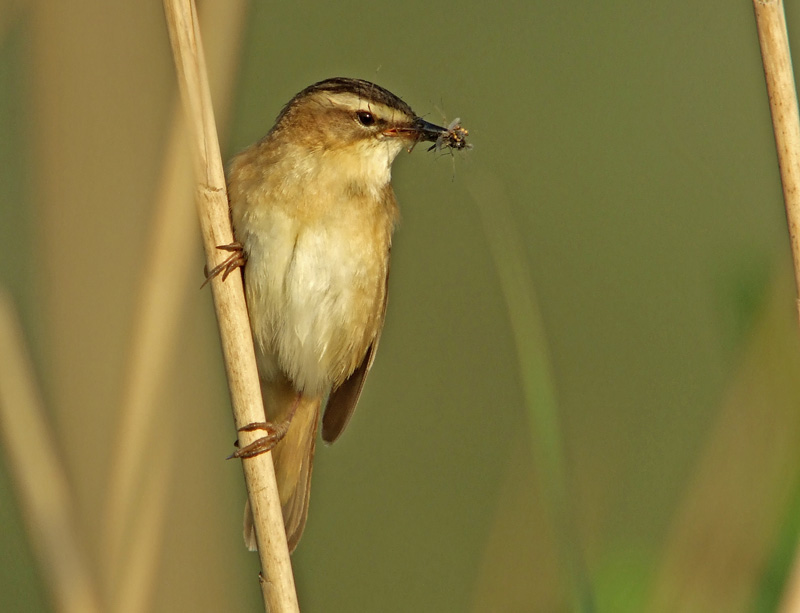
Rákosník proužkovaný s kořistí

Po potravě pátrá v nízké husté vegetaci. Převážně hmyzožravý druh; požírá také pavouky, měkkýše a na podzim i bobule. Před odletem na zimoviště vyhledává hlavně mšice, jejichž masivní konzumací získává na tah potřebné tukové zásoby.

## Hnízdění

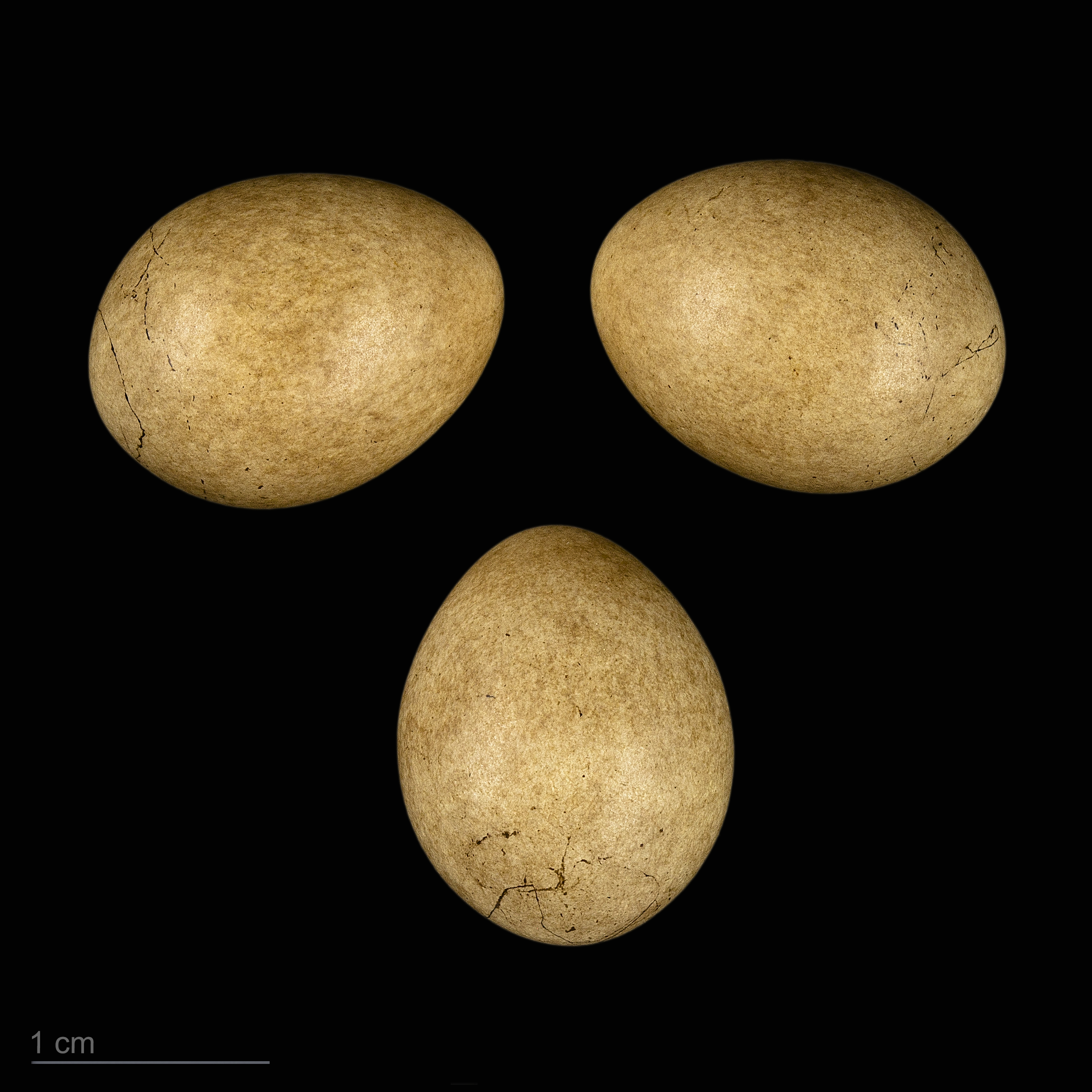
Acrocephalus schoenobaenus

Pohlavně dospívá ve druhém kalendářním roce. Hnízdí 1× až 2× ročně od května do července. Páry jsou většinou monogamní, samci však mohou být i bigamní nebo promiskuitní. Teritoria obsazují bezprostředně po návratu ze zimovišť. Miskovité hnízdo z listů a stébel trav, které zevnitř vystýlá různými měkkými materiály, včetně květů rákosu nebo chlupů, staví samotná samice dobře skryté nízko v husté vegetaci, obvykle do výšky 50 cm nad zemí. V jedné snůšce bývá (3–)4–6 hnědavých, hustě drobně skvrnitých vajec o velikosti 18,0 × 13,5 mm. Inkubační doba trvá 13–15 dnů, na vejcích sedí pouze samice. Samec se zapojuje až do krmení mláďat, která opouští hnízdo po 10–12 dnech. Další 1–2 týdny jsou pak ještě dokrmována mimo něj.
Rákosník proužkovaný se ve volné přírodě dožívá průměrně 2 let, zatím nejvyšší zaznamenaný věk byl zjištěn ve Finsku a čítá 10 let a 1 měsíc.